# Mount Morris (Michigan)
Mount Morris ist ein Ort im Genesee County, Michigan, nördlich von Flint, der um 1833 erstmals von weißen Amerikanern besiedelt wurde. Er erhielt den Namen 1867 nach der gleichnamigen Stadt in New York, aus der viele Siedler stammten. Das U.S. Census Bureau hat bei der Volkszählung 2020 eine Einwohnerzahl von 3170 ermittelt.
Traurige Berühmtheit erlangte der Ort am 29. Februar 2000, als ein erst sechs Jahre alter Junge in der Grundschule eine sechsjährige Mitschülerin erschoss.